# Спрангер, Бартоломеус
Бартоломеус Спрангер, также — Бартоломеус Шпрангер (нем. Bartholomäus Spranger; 21 марта 1546, Антверпен — 27 июня 1611, Прага) — фламандский художник-маньерист, рисовальщик, скульптор, живописец и гравёр. Работал в Италии и при дворе императора Священной Римской империи германской нации Рудольфа II Габсбурга в Праге.
Один из главных представителей школы «рудольфинских художников» в Праге, или мастеров «северного маньеризма».

## Биография
Бартоломеус Спрангер (Шпрангер) родился в Антверпене и был третьим сыном Иоахима Спрангера и Анны Рёландсинн. Его отец был торговцем, много времени проводил за границей, включая долгое пребывание в Риме. Бартоломеус, проявив интерес к рисованию, поступил в ученики к нидерландскому художнику Яну Мандейну в Антверпене, последователю Иеронима Босха, продолжавшему традиции фантастических изображений и заложившему основы так называемого северного маньеризма в противоположность итальянскому. В мастерской Мандейна Бартоломеус пробыл всего восемнадцать месяцев и после смерти учителя в 1560 году перешёл к Франсу Мостарту, который умер через несколько недель. После этого Бартоломеус два года учился у Корнелиса ван Далема, позднее получал консультации от Марка Дюваля.
Поскольку его учителя работали в основном как художники-пейзажисты Бартоломеус стал копировать гравюры с картин Франса Флориса и Франческо Пармиджанино. 1 марта 1565 года oн отправился в Париж, где шесть недель работал в мастерской Марка Дюваля, а затем уехал в Лион.
В 1565 году Бартоломеус прибыл в Италию; провёл восемь месяцев в Милане у Бернардино Гатти. Затем три месяца работал в Парме ассистентом Гатти над росписью купола церкви Санта-Мария-делла-Стекката, а также для кардинала Алессандро Фарнезе в Риме. Спрангер принимал участие в оформлении Виллы Фарнезе в Капрароле.
В Риме Бартоломеус стал протеже Джулио Кловио. Он также познакомился с Карелом ван Мандером, который позже включил биографию Спрангера в «Книгу о художниках», впервые опубликованную в 1604 году.
В 1570 году папа Пий V назначил его своим придворным художником. Бартоломеус жил и работал в Ватикане. По распоряжению папы писал картины, посвящённые сценам Страстей Христовых, и сделал копию «Страшного суда» Микеланджело (позднее помещённую над первой гробницей папы в Ватикане). Однако в мае 1572 года папа умер и художник некоторое время оставался без работы. В 1572 году по рекомендации Джованни да Болонья Бартоломеус Спрангер получил приглашение прибыть в Вену от императора Священной Римской империи Максимилиана II. Когда Максимилиан скончался в 1576 году Спрангер, будучи уже известным художником, был приглашён ко двору императора Рудольфа II и в 1581 году переехал в Прагу, куда Рудольф II перенёс императорский двор.
В 1584 году Спрангер женился на Кристине Мюллер, дочери богатого пражского ювелира. Его жена скончалась в 1600 году после смерти их детей. Эта печальная история изображена в «Портрете Бартоломеуса Спрангера» Эгидиуса Саделера с аллегорией на смерть его жены. Затем Бартоломеус на некоторое время переехал в Вену, а в 1584 году вернулся в Прагу, где оставался до своей смерти в 1611 году.
Спрангер занимал дом за стенами Пражского замка. У художника сложились близкие отношения с императором Рудольфом, и они проводили много дней вместе в беседах о науках и искусствах. Император регулярно посещал студию Спрангера. В 1588 году он пожаловал Спрангеру герб сюзерена, а в 1595 году — наследственный дворянский титул. В 1602 году, будучи состоятельным человеком, художник посетил Нидерланды, где его принимали с почестями.

## «Рудольфинское искусство» и творчество Спрангера
На рубеже XVI—XVII веков Прага, столица Священной римской империи, стала одним из главных художественных и научных центров Европы. Император Рудольф II был оригинальной личностью и выдающимся меценатом. К пражскому двору он приглашал «художников и философов, теологов-католиков, алхимиков-протестантов и знатоков иудаизма», учёных математиков и астрономов, среди которых были Джордано Бруно, Тихо Браге и Иоганн Кеплер. Император стремился создать в центре Европы собственный «замкнутый мир ренессансного гуманизма».
Однако «значение деятельности Спрангера выходило далеко за пределы Праги». Спрангер познакомил Северную Европу с итальянским маньеризмом, но он также изучал новые тенденции в искусстве и был вдохновлён зарождающимся стилем барокко. Поэтому именно Спрангера в отличие от других рудольфинцев считают предшественником многих барочных живописцев как, например, своего соотечественника Питера Пауля Рубенса. Работая в Праге в качестве придворного художника императора Священной Римской империи Рудольфа II, он ответил на эстетические предпочтения своего покровителя, разработав версию экстремального стиля, полного тщеславия, капризов, претенциозности и экспрессии, который стал известен как «северный маньеризм». Спрангер использовал в этих целях традиционные аллегории и символы, мифологические сюжеты и персонажи, но интерпретировал с необычной экспрессивностью и даже деформацией, типичными для эпохи маньеризма с его тягой к мистике и алхимии. Знаменитый австрийский историк искусства Отто Бенеш, анализируя отношения науки и искусства в этот период, писал: «Если в Италии мощный реализм Караваджо покончил с маньеризмом в первые же годы семнадцатого века, то в остальной Европе он ещё сохранился, незаметно, словно в сумерках, сливаясь с началом барокко». И далее, о картине Спрангера «Минерва защищает науки и искусства, побеждая невежество»: «Мир его художественных форм по своей сложности соперничает с самыми запутанными вычислениями астрономов и математиков», художник стремится «передавать отвлечённые движения, подобные геометрическим чертежам… Картина представляет собой сложный механизм из неустойчивых, слегка касающихся друг друга, крайне подвижных форм. Они изгибаются в пространстве серпентинами, параболами и гиперболами».
Спрангер снабжал императора непрерывным потоком картин с изображением мифологических сцен с обнажёнными телами, а также произведениями, в которых превозносились достоинства Рудольфа как правителя. Примером произведений, сочетающих самым странным образом элементы эротики, политики и эзотерической философии, является картина «Аллегория добродетелей Рудольфа II», на которой изображена древнеримская богиня войны Беллона, сидящая на земном шаре в окружении Венеры, Амура, Афины и Вакха и эмблем, символизирующих Венгрию и хорватскую реку Сава, приток Дуная. Идея заключается в том, что империя находится в безопасности благодаря правлению Рудольфа.
Спрангер также работал скульптором. Возможно, он приобрел навыки скульптура благодаря сотрудничеству с фламандским скульптором Гансом де Монтом, который также числился при пражском дворе. После того, как Монт около 1581 года покинул Прагу из-за ухудшения зрения, Спрангер, по-видимому, периодически выполнял скульптурные работы, по крайней мере, до тех пор, пока Врис, Адриан де Адриан де Врис не прибыл в Прагу в 1601 году. Терракотовый рельеф «Тело Христа, поддерживаемое ангелом» (Галерея Курто, Лондон) выполнен его рукой. В музее Уолтерса (США) хранится бронзовая скульптура «Ахелой и Деянира», приписываемая Спрангеру.
Индивидуальный стиль Спрангера, сочетающий элементы нидерландского маньеризма и итальянского влияния, оказал большое влияние на других художников в Праге и за её пределами, главным образом посредством его рисунков, которые широко распространялись через гравюры. Известный гравёр своего времени Хендрик Гольциус с 1583 года использовал многие картины Спрангера для своих произведений. Рисунки Спрангера гравировал Эгидий Саделер. Эти гравюры «произвели переворот в искусстве Северной Европы, названный „шпрангеровской революцией“ и означал начало распространения искусства маньеризма в Нидерландах».

## Коллекции
Наилучшая коллекция произведений Бартоломеуса Спрангера находится в Музей истории искусствМузей истории искусств в Вене. В большинстве музейных собраний есть образцы его гравюр. Произведения художника были представлены на выставке Британского музея 2022 года, посвященной искусству при дворе императора Рудольфа. Картины Спрангера имеются в музее Вавельского замка в Кракове, в Национальной галерее в Праге.

## Галерея

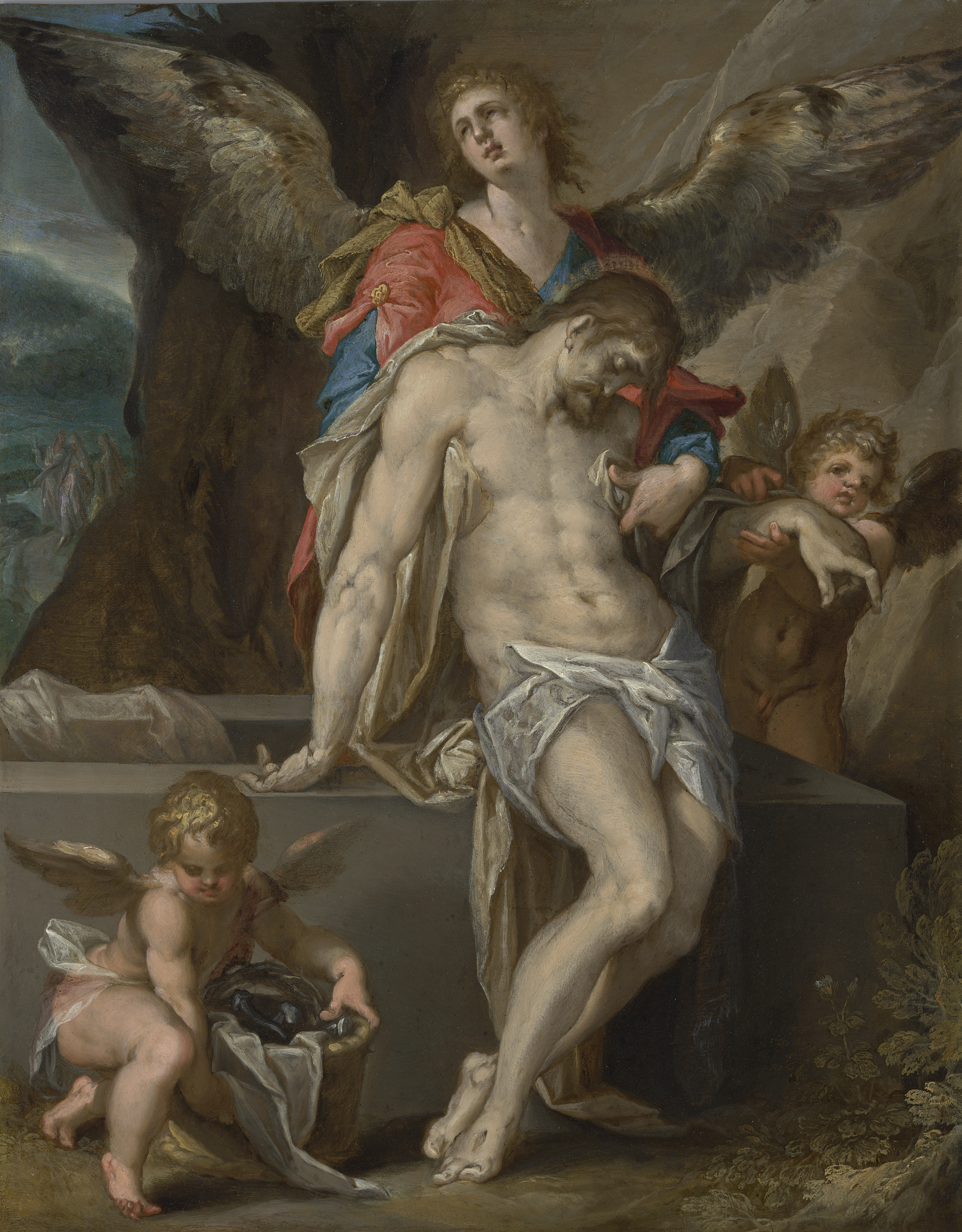
Тело Христа, поддерживаемое ангелом. Ок. 1587 г. Холст, масло. Рейксмюсеум, Амстердам
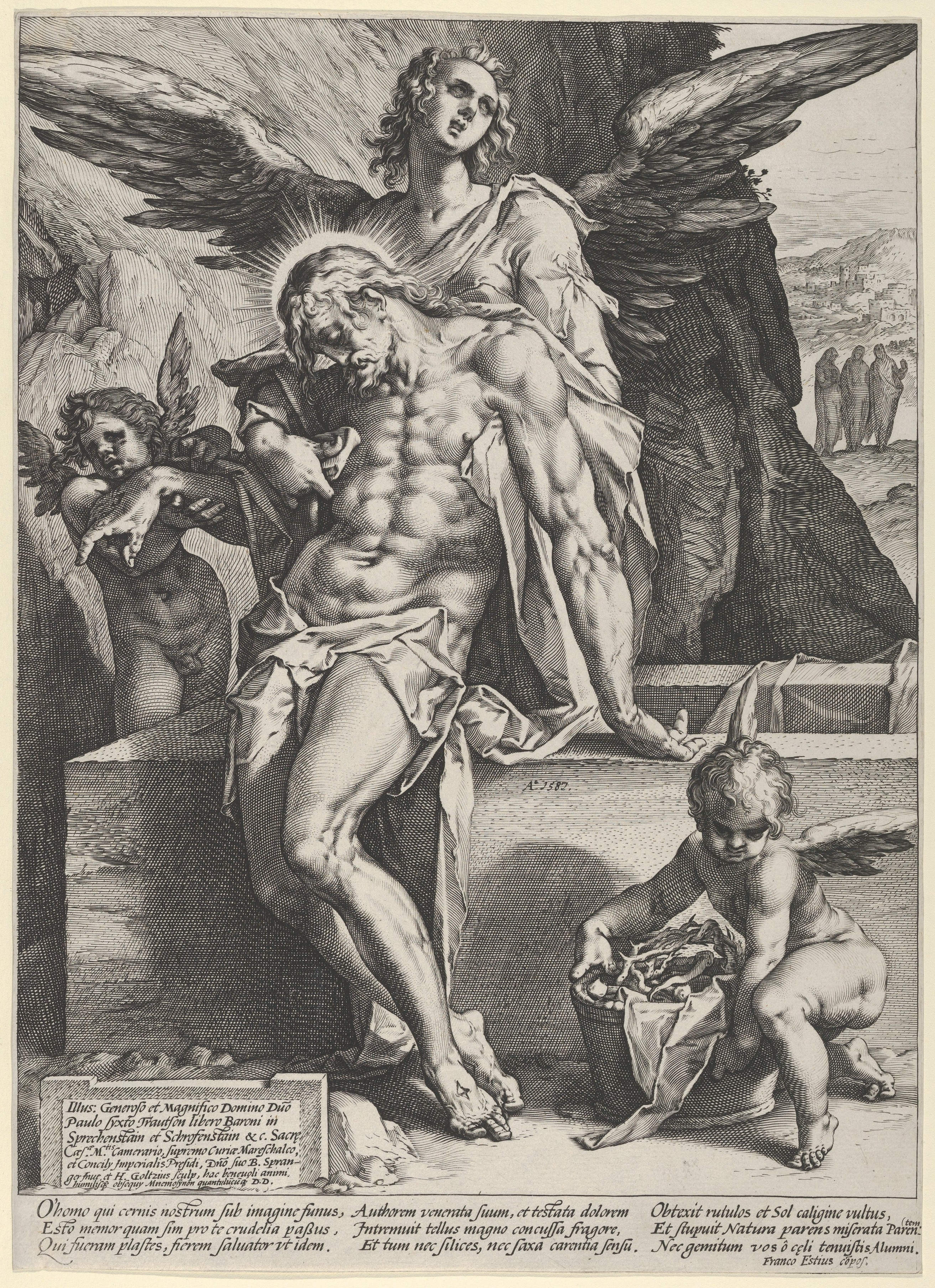
Тело Христа, поддерживаемое ангелом. 1587. Гравюра резцом на меди Хендрика Гольциуса по рисунку Б. Спрангера
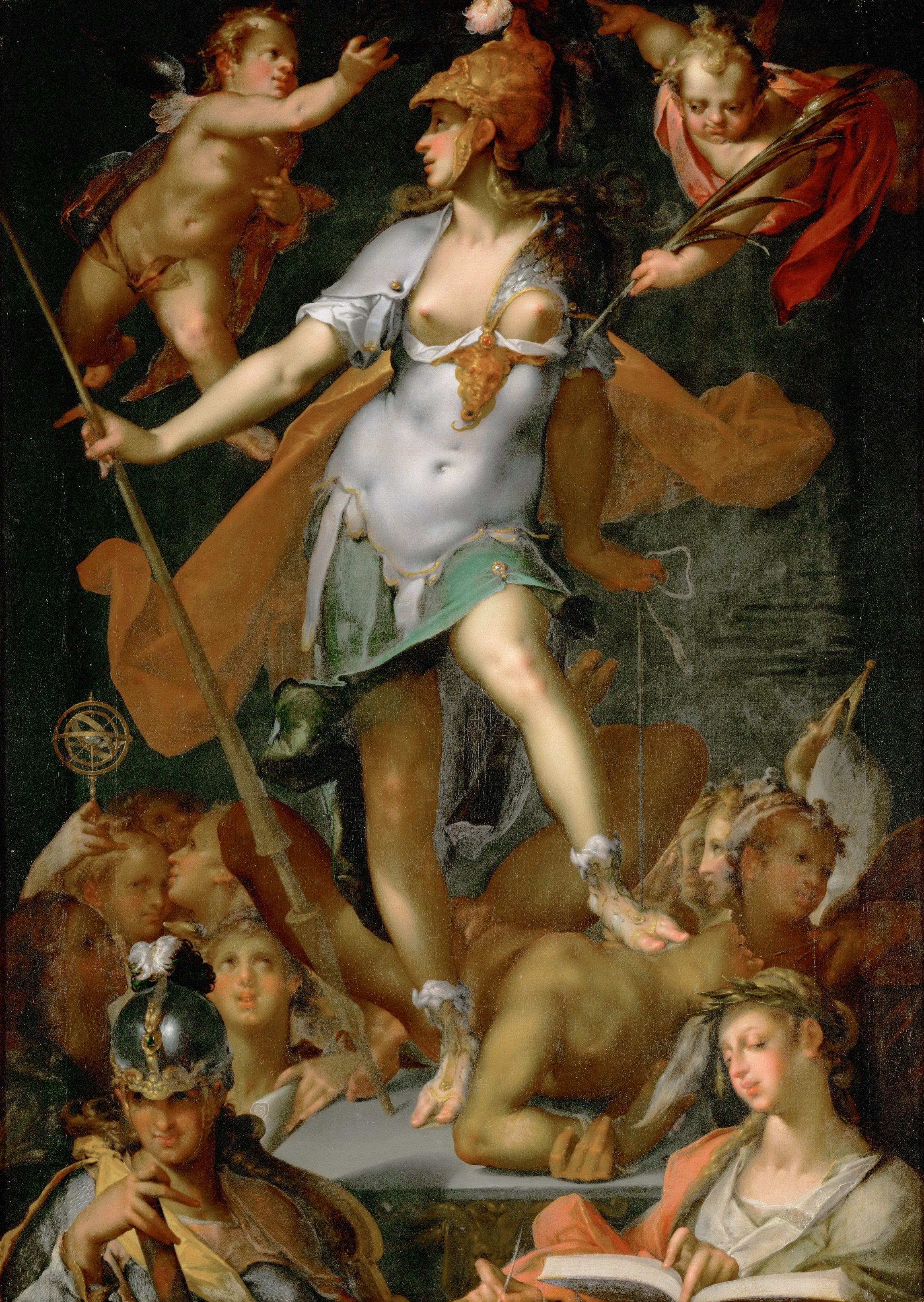
Минерва защищает науки и искусства, побеждая невежество. Ок. 1591 г. Холст, масло. Музей истории искусств, Вена
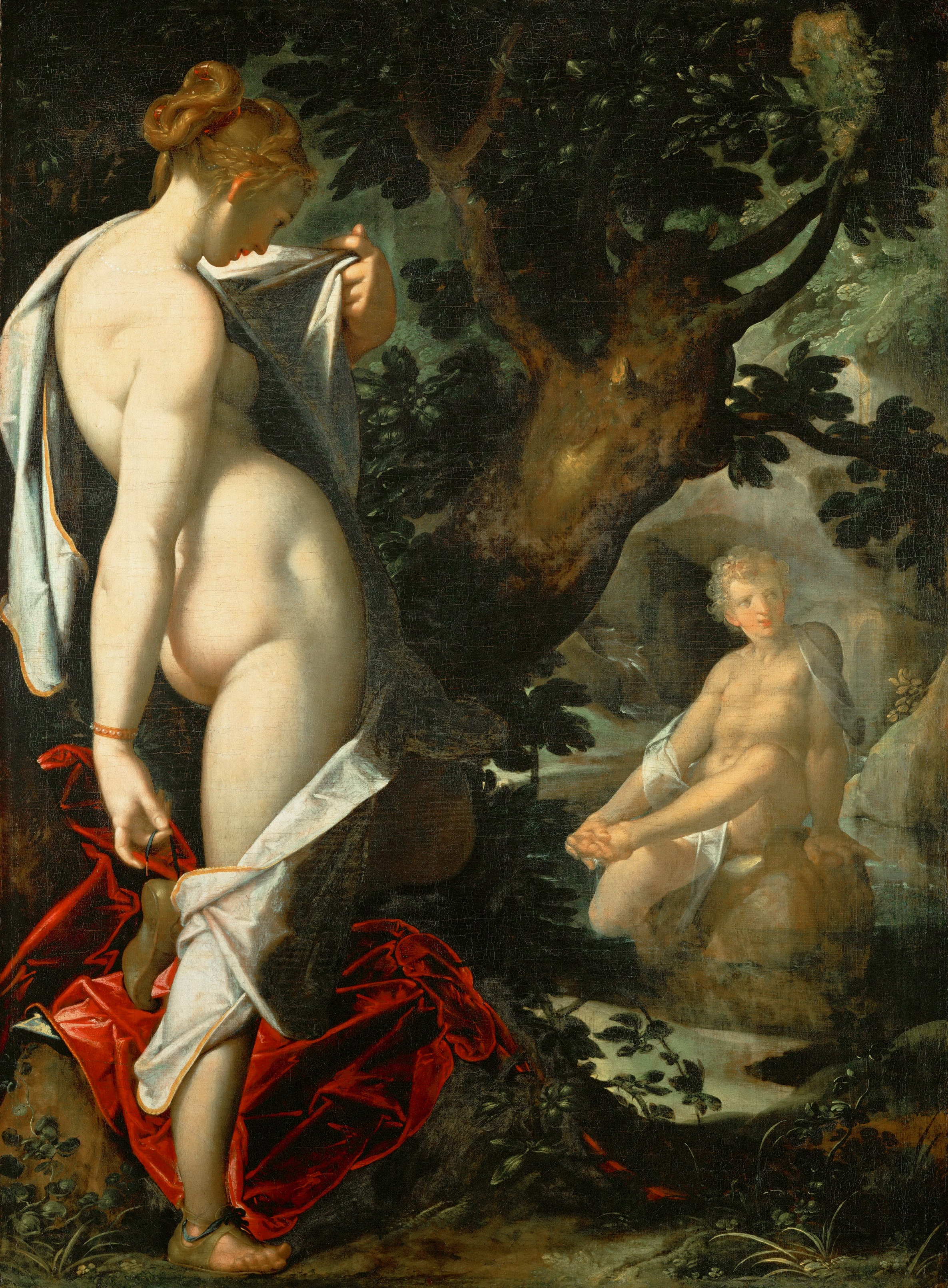
Салмакида и Гермафродит. 1580. Холст, масло. Музей истории искусств, Вена
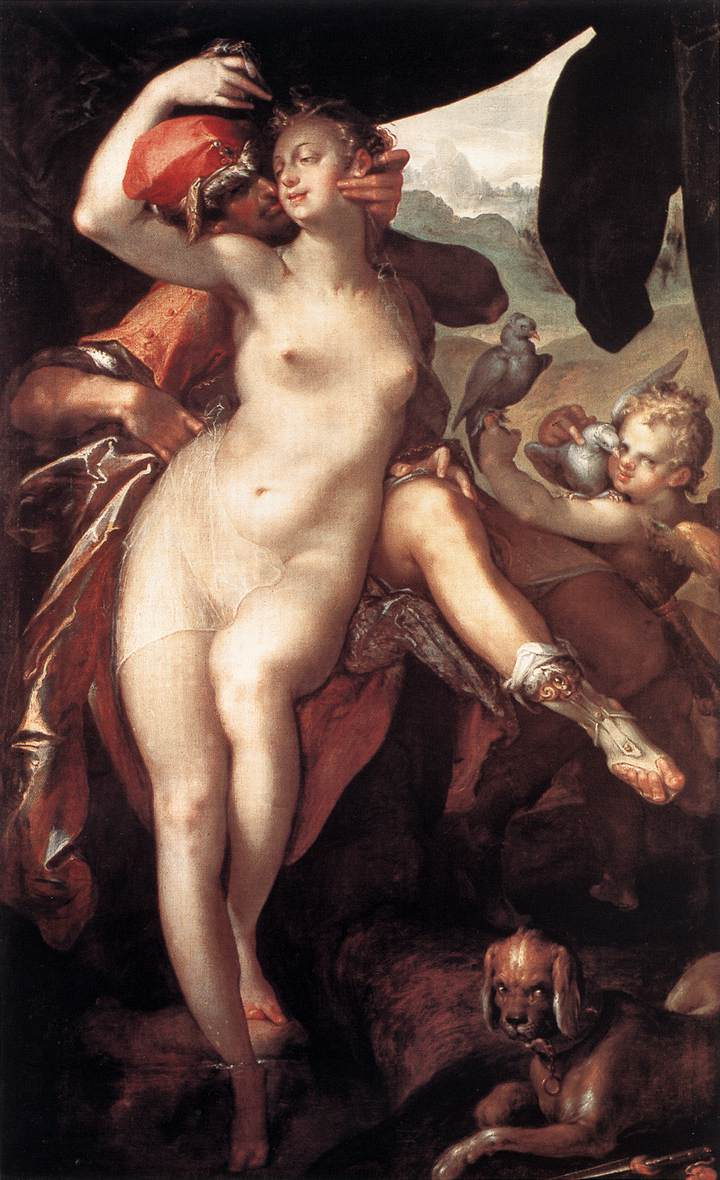
Венера и Адонис. 1597. Холст, масло. Музей истории искусств, Вена
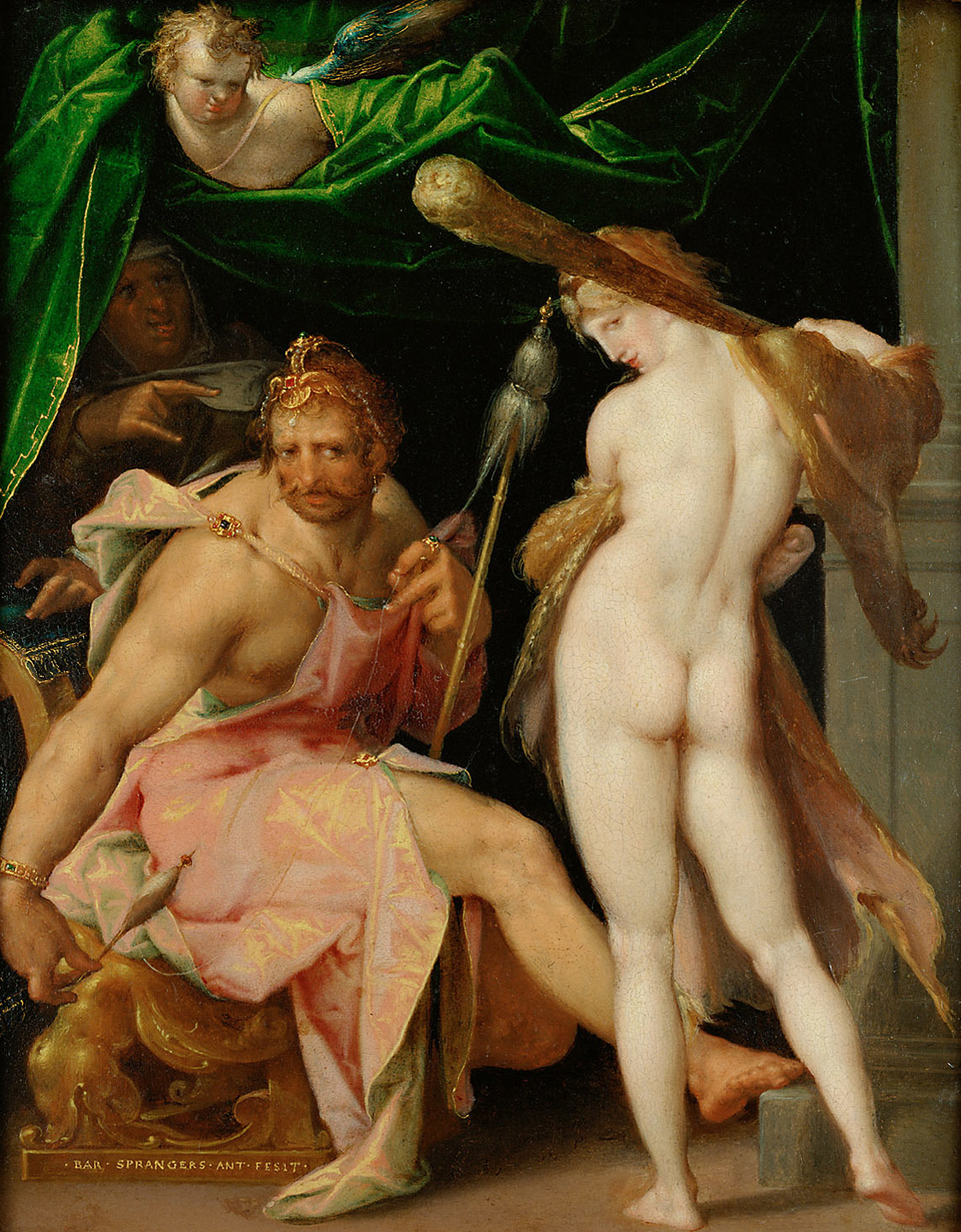
Геркулес и Омфала. Миниатюра. Ок. 1600 г. Медь, масло. Музей истории искусств, Вена
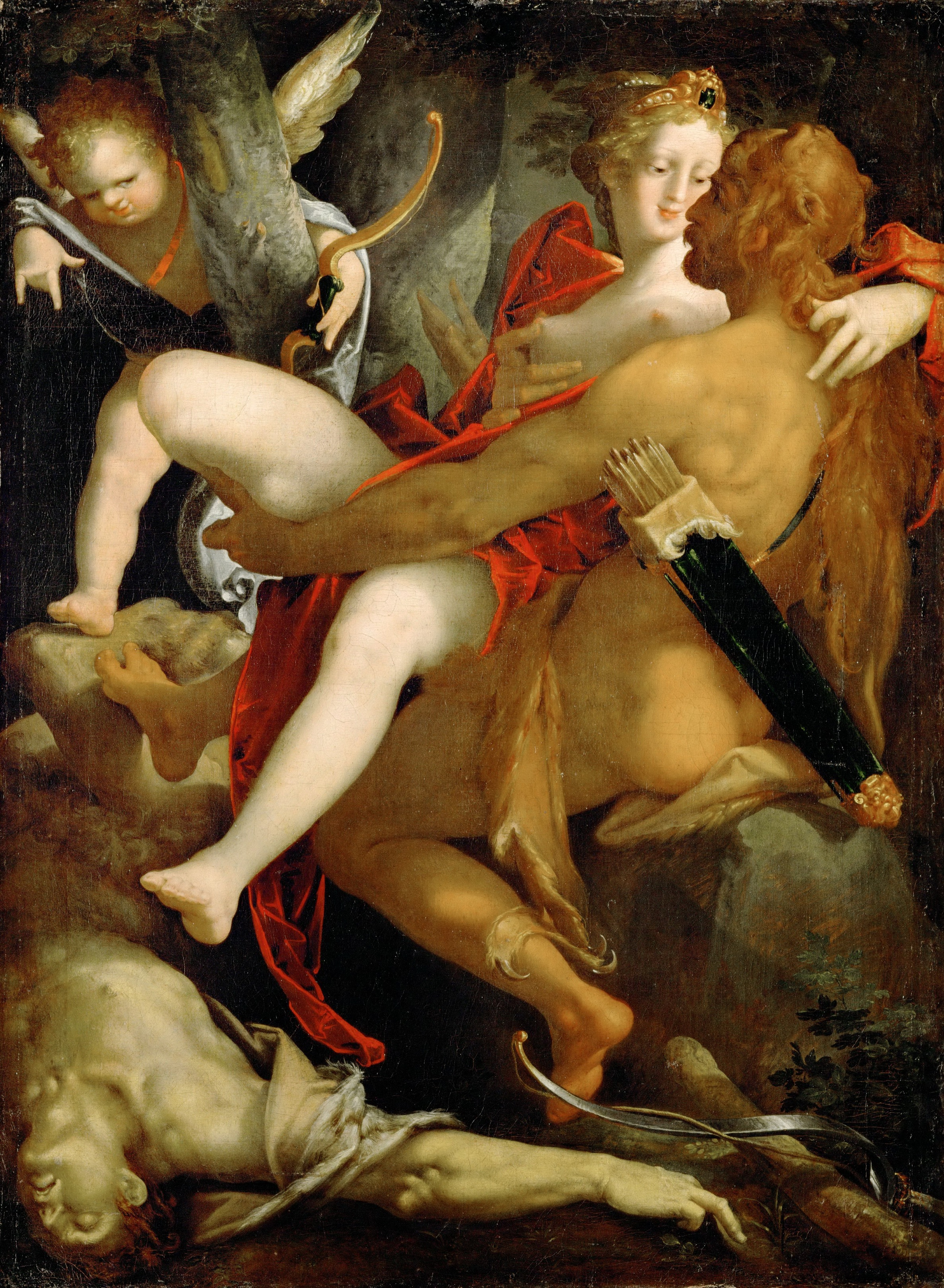
Геркулес, Деянира и кентавр Несс. Между 1580 и 1585 гг. Холст, масло. Музей истории искусств, Вена
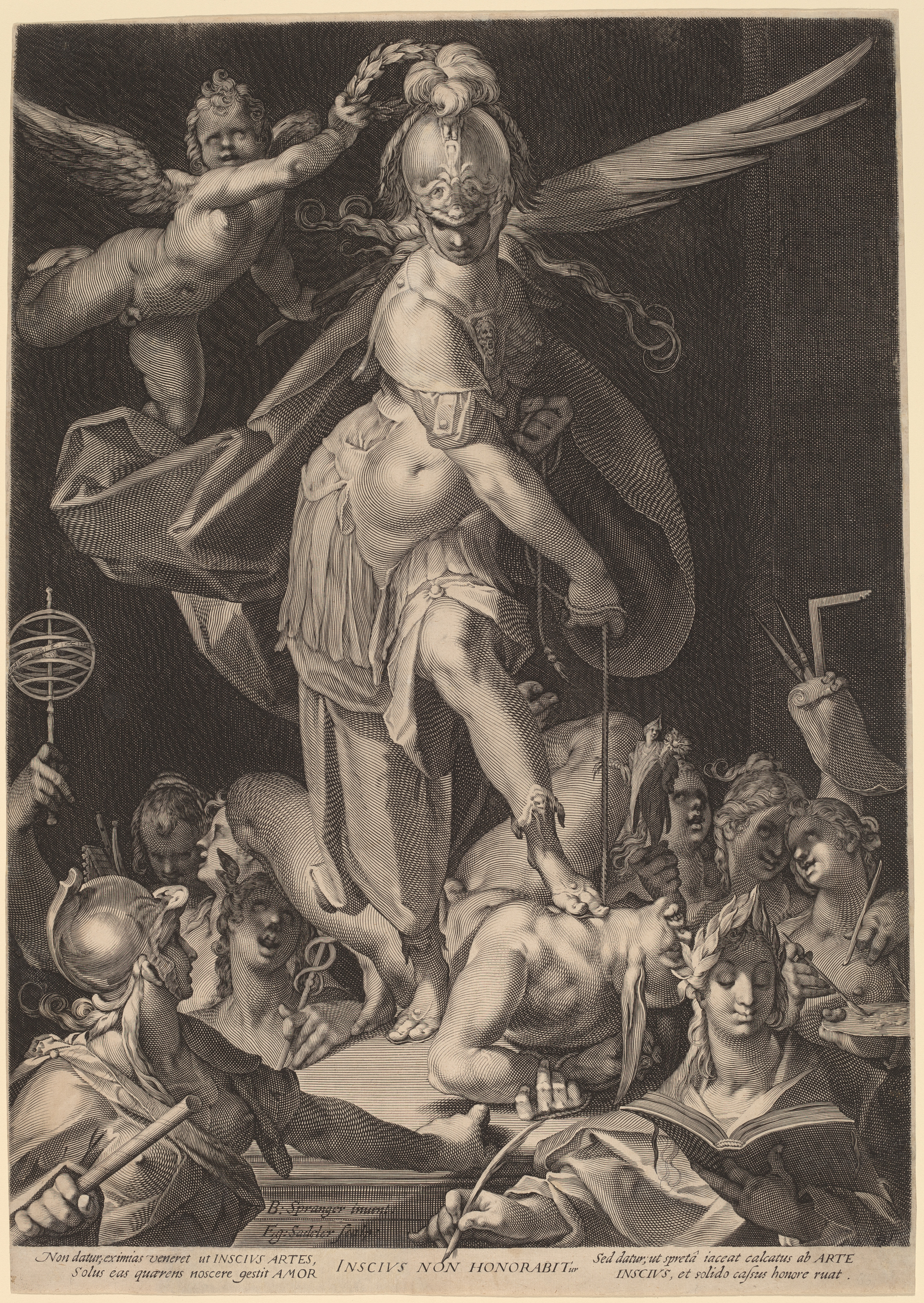
Победа мудрости над неведением. Ок. 1597 г. Резцовая гравюра на меди Э. Саделера по рисунку Б. Спрангера